# Conquista de Damão
A Conquista de Damão deu-se em 1559 quando uma frota comadada pelo vice-rei da Índia D. Constantino de Bragança tomou a cidade de Damão no Guzerate, na Índia.

## Contexto
O governador Francisco Barreto havia já obtido do rei de Cambaia Ahmad Shah III a cedência de Damão, porém não conseguira tomar posse do território pois o senhor da região, Cide Bofetá recusara-se a prescindir da cidade e organizara um exército de 4000 homens para defendê-lo pela força das armas. Quando D. Constantino assumiu o governo da Índia, determinou de conquistar Damão para assegurar mais eficazmente a segurança da fortaleza de Baçaim, mais a sul. Para tal, reuniu uma armada de cerca de 100 navios e 3000 homens.

## A conquista
Ao chegar D. Constantino a Damão com a sua grande armada, Cide Bofetá decapitou os cristãos que na cidade residiam por suspeitar do seu conluio com os portugueses e abandonou a cidade, permitindo assim aos portugueses capturá-la sem resistência. Recuou com as suas tropas para o interior, onde pretendia continuar a resistir. Puderam assim os portugueses tomar posse da cidade praticamente sem resistência. O primeiro a entrar na povoação e arvorar uma bandeira foi Manuel Rolim, e ao verem a bandeira hasteada a armada saudou-a com a artilharia. 
Cid Bofetá estabeleceu então um acampamento mais para o interior, em Pernel, com 2000 cavaleiros. D. Constantino enviou António Moniz Barreto a dispersá-lo e este saiu em certa noite acompanhado de 500 homens. Chegado ao acampamento, dispersaram-no, matando 500 e capturaram dinheiro e 36 canhões, para além de outros despojos.
Por via de promessas e liberalidades, conseguiu D. Constatino convencer os residentes que haviam fugido a regressar a Damão. Também confirmou certos direitos aduaneiros ao rei de Sarceta, um régulo montanhês vizinho.
Conquistada Damão, D. Constantino determinou anexar a povoação vizinha de Bulsar e para este objectivo enviou D. Pedro de Almeida com 150 cavaleiros e 150 infanções. Os residentes da cidade fugiram ao verem chegar os portugueses e foi ali deixada uma guarnição de 120 homens.

## Rescaldo
À fortaleza guzerate tomada pelos portugueses foi-lhe dada o nome de Nossa Senhora da Purificação, pois fora capturada a 2 de Fevereiro. Todos os anos davam-se as festas da cidade neste dia.
Assegurada a posse da região, o vice-rei deixou em Damão uma guarnição de 1200 homens e depois regressou a Goa, capital do Estado Português da Índia. Após terem adquirido Baçaim em 1534, Diu em 1535 e agora Damão em 1559 o controlo e fiscalização português sobre a navegação que cruzava o golfo de Cambaia tornou-se mais rigoroso e efectivo, dificultando assim aos navios indianos a navegação sem cartaz e a invencibilidade das frotas portuguesas assegurou a aceitação do sistema por parte dos guzerates. Ficou assim concluído o controlo do golfo.
Damão manter-se-ia na posse de Portugal por mais 402 anos, até o território ter sido invadido pela Índia em 1961. 